# تل الساقي

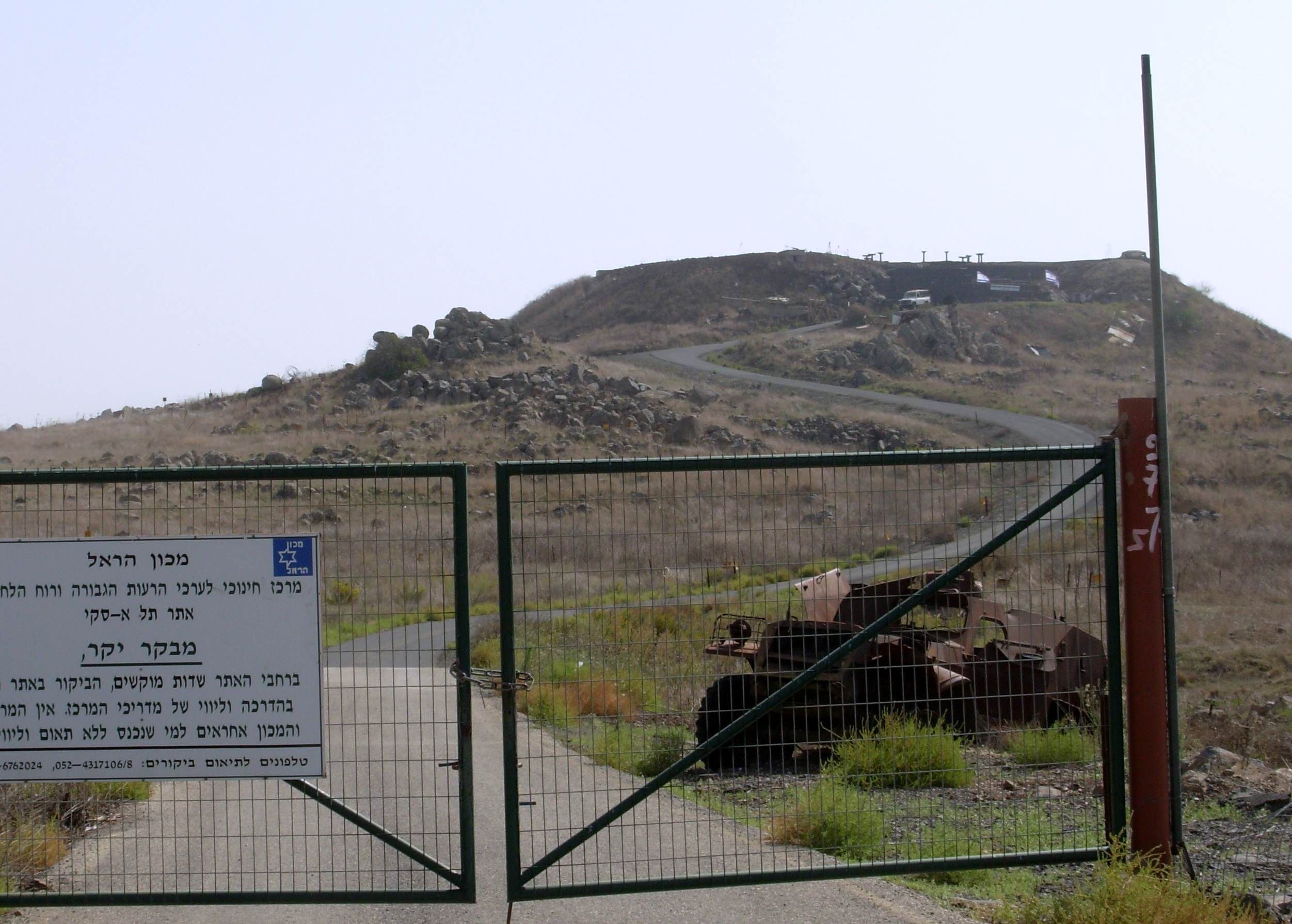
تل الساقي

تل الساقي (بالعبرية: תל א-סאקי‏) جبل بركاني يقع في هضبة الجولان في سوريا حيث يبلغ ارتفاعه 594 متر (1,949 قدم).